# Bradysia felti
Bradysia felti är en tvåvingeart som först beskrevs av Franklin William Pettey 1918.  Bradysia felti ingår i släktet Bradysia och familjen sorgmyggor.
Artens utbredningsområde är New York. Inga underarter finns listade i Catalogue of Life.